# Ève Bélisle
Pour les articles homonymes, voir Bélisle.
Ève Bélisle est une romancière et poète québécoise née le 17 avril 1905 à Rimouski et morte en 2002.
Elle a fait ses études à l'École normale des religieuses de la Présentation de Marie à Saint-Hyacinthe.

## Honneurs
- 1981 : Prix Angélina-Berthiaume-Du Tremblay, La Petite Maison au bord-de-l'eau
- 1986 : Prix Arthur-Buies pour l'ensemble de son œuvre